# Penny Dreadful: City of Angels
Pour les articles homonymes, voir Penny Dreadful (homonymie).
Penny Dreadful
Penny Dreadful: City of Angels est une série télévisée américaine en dix épisodes de 55 minutes créée par John Logan et diffusée du 26 avril au 28 juin 2020 sur Showtime. C'est un spin-off de la série Penny Dreadful (2014-2016), se déroulant à Los Angeles en 1938.
En France, elle a été diffusée à partir du 27 avril 2020 sur Canal+, et au Québec à partir du 24 août 2021 sur Z. Elle reste inédite dans les autres pays francophones.

## Préambule
En 1938, la ville de Los Angeles se tend autour du projet d'autoroute qui doit passer par les quartiers mexicains, soutenu en secret par des Nazis installés dans la ville. Santiago Vega, tout juste nommé inspecteur, est appelé pour le meurtre d'une famille de riches blancs portant la marque du culte de la Santa Muerte. En secret, Magda attise les haines et attend le début du massacre.

## Distribution

### Acteurs principaux
- Natalie Dormer (VF : Flora Brunier) : Magda[4]
- Daniel Zovatto (VF : Franck Lorrain) : Inspecteur Santiago Vega[5]
- Kerry Bishé (VF : Ingrid Donnadieu) : Molly Finnister[6]
- Adriana Barraza (VF : Sophie Chenko) : Maria Vega[7]
- Jessica Garza (VF : Myrddrina Antoni) : Josefina Vega[8]
- Michael Gladis (VF : Pascal Germain) : conseiller Charlton Townsend[9]
- Johnathan Nieves (VF : Jonathan Gimbord) : Mateo Vega[8]
- Rory Kinnear (VF : Guy Vouillot) : Peter Craft[10]
- Nathan Lane (VF : Jean-Loup Horwitz) : inspecteur Lewis Michener[11]

### Acteurs récurrents
- Amy Madigan (VF : Françoise Pavy) : Adelaide Finnister[12]
- Brent Spiner (VF : Jean-Pol Brissart) : commissaire Ned Vanderhoff[12]
- Lin Shaye (VF : Anne Plumet) : Dottie Minter[12]
- Lorenza Izzo (VF : Pascale Mompez) : Santa Muerte[9]
- Adam Rodríguez (VF : Benjamin Penamaria) : Raul Vega[9]
- Thomas Kretschmann (VF : Éric Herson-Macarel) : Richard Goss[9]
- Dominic Sherwood (VF : Gauthier Battoue) : Kurt[9]
- Ethan Peck : Hermann Ackermann[9]
- Piper Perabo (VF : Olivia Nicosia) : Linda Craft[13]
- Adan Rocha (VF : Cédric Lemaire) : Diego Lopez[14]

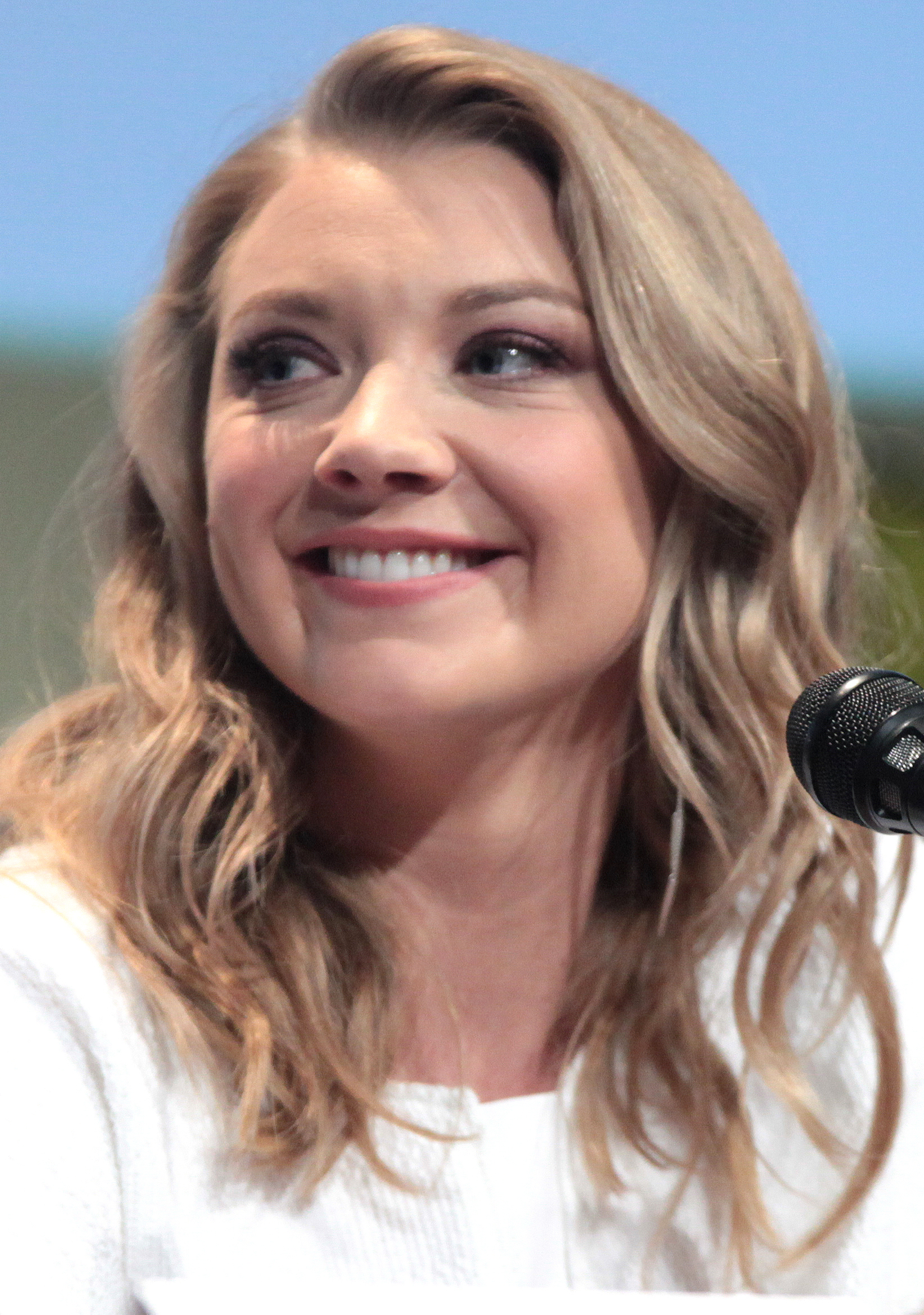
Natalie Dormer, interprète de Magda, en 2014.
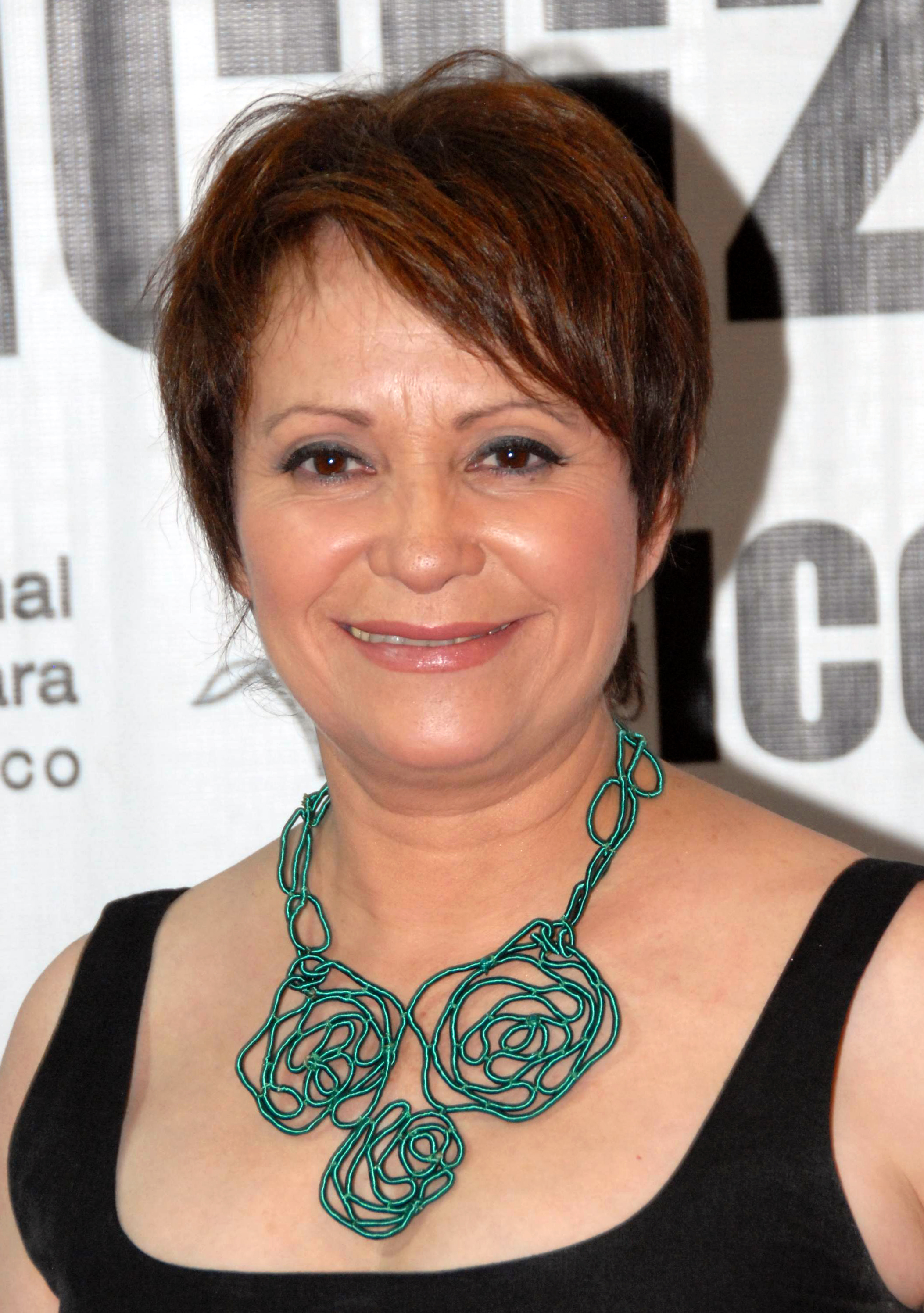
Adriana Berraza, interprète de Maria Vega.
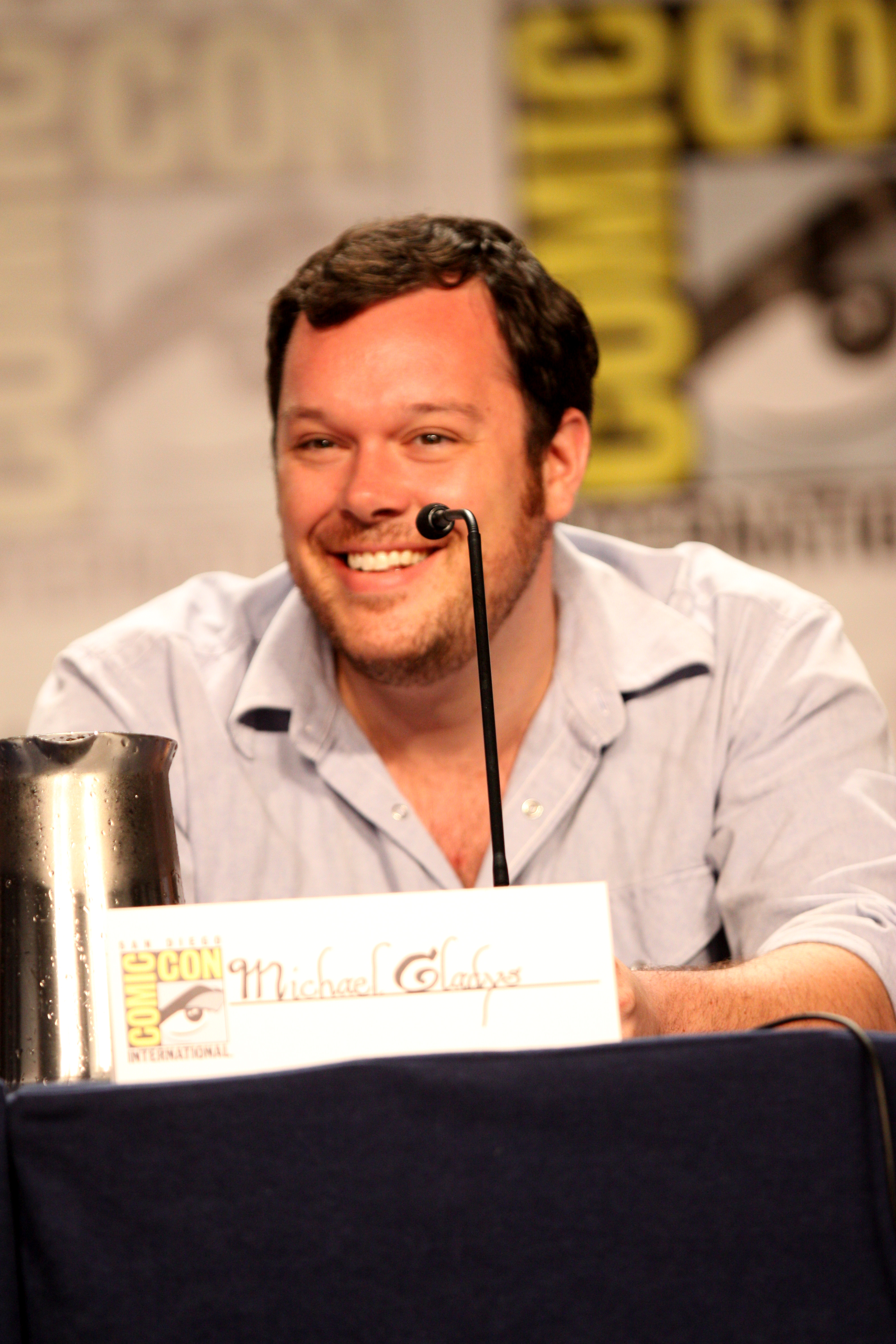
Michael Gladis, interprète de Charlton Townsend.
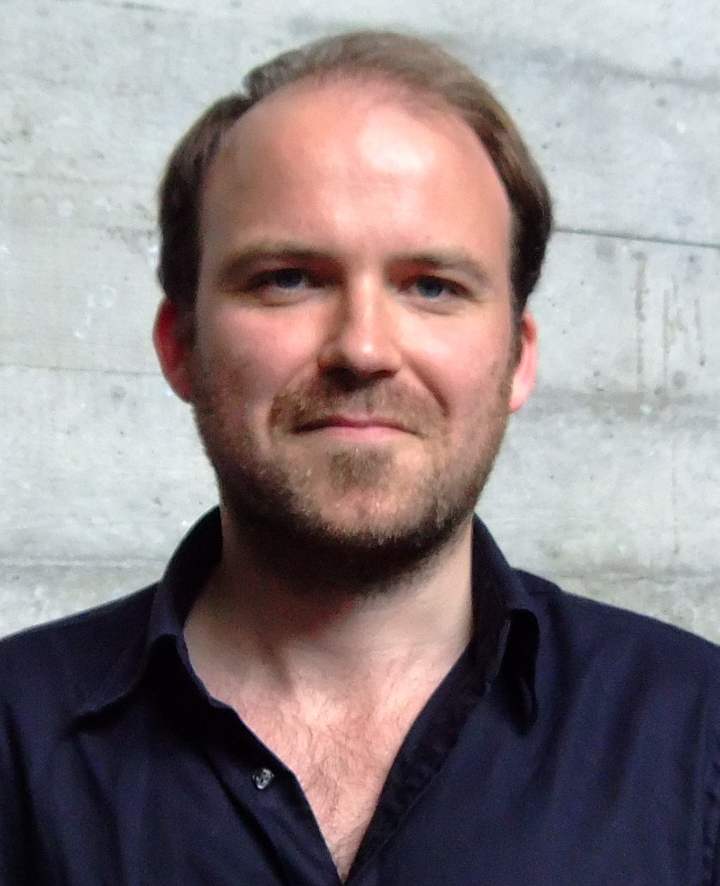
Rory Kinnear, interprète de Peter Craft.
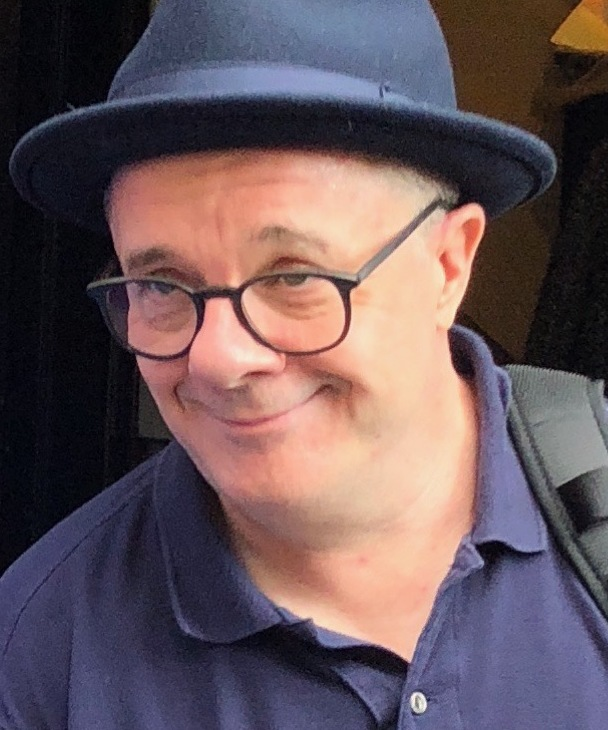
Nathan Lane, interprète de Lewis Michener.

 Source et légende : version française (VF) sur RS Doublage

## Production

### Genèse et développement
Le 21 août 2020, la chaîne annule la série après seulement une seule et unique saison.

### Fiche technique
- Titre original et français : Penny Dreadful: City of Angels
- Création : John Logan
- Société de distribution : Showtime
- Pays d'origine :  États-Unis
- Langue originale : anglais
- Format : couleur
- Date de diffusion :
  -  États-Unis : 26 avril 2020
  -  France : 27 avril 2020

## Épisodes
| No. | Titre                                                    | Réalisé par           | Écrit par           | Date de diffusion aux États-Unis | Date de diffusion en France | Audience aux États-Unis |
| --- | -------------------------------------------------------- | --------------------- | ------------------- | -------------------------------- | --------------------------- | ----------------------- |
| 1   | Santa Muerte                                             | Paco Cabezas (en)     | John Logan          | 26 avril 2020                    | 27 avril 2020               | 448 000                 |
| 2   | Les morts se couchent Dead People Lie Down               | Paco Cabezas          | John Logan          | 3 mai 2020                       | 4 mai 2020                  | 318 000                 |
| 3   | Un vieux monde malfaisant Wicked Old World               | Sergio Mimica-Gezzan  | John Logan          | 10 mai 2020                      | 11 mai 2020                 | 352 000                 |
| 4   | Josefina et l'esprit saint Josephina and the Holy Spirit | Sergio Mimica-Gezzan  | John Logan          | 17 mai 2020                      | 18 mai 2020                 | 308 000                 |
| 5   | Les Enfants du soleil royal Children of the Royal Sun    | Roxann Dawson         | José Rivera         | 24 mai 2020                      | 25 mai 2020                 | 369 000                 |
| 6   | C'est comme ça entre frères How it Is with Brothers      | Roxann Dawson         | Vinnie Wilhelm      | 31 mai 2020                      | 1er juin 2020               | 348 000                 |
| 7   | Maria et la bête Maria and the Beast                     | Sheree Folkson        | Colin S. Liddle     | 7 juin 2020                      | 8 juin 2020                 | 360 000                 |
| 8   | Cache-cache Hide and Seek                                | Sheree Folkson        | Tatiana Suarez-Pico | 14 juin 2020                     | 15 juin 2020                | 289 000                 |
| 9   | Sing, Sing, Sing                                         | Daniel Attias         | John Logan          | 21 juin 2020                     | 22 juin 2020                | 380 000                 |
| 10  | Le Jour des morts Day of the Dead                        | Richard J. Lewis (en) | John Logan          | 28 juin 2020                     | 29 juin 2020                | 307 000                 |